# Franziska Schultze
Pour les articles homonymes, voir Schultze.
Franziska Schultze (Weimar, 11 avril 1805 – 31 mars 1864) est une peintre de fleurs de Weimar.

## Biographie
Franziska Schultze est la fille d'un huissier de justice du Duché de Saxe-Weimar. Elle a étudié à l'École princière de dessin de Weimar puis principalement sous la direction de Friedrich Preller l'Ancien, et est devenue une peintre de fleurs réputée pour son souci des détails. Ses aquarelles soigneusement exécutées ont été présentées à Dresde, à Berlin et à Vienne.
Plus connues sont les six illustrations qu'elle a réalisées à partir de 1858 pour les six volumes de la somptueuse édition des Liebesfrühling de Friedrich Rückert aux Éditions Sauerländer (de), ainsi que ses illustrations pour les Contes d'Andersen.

## Galerie

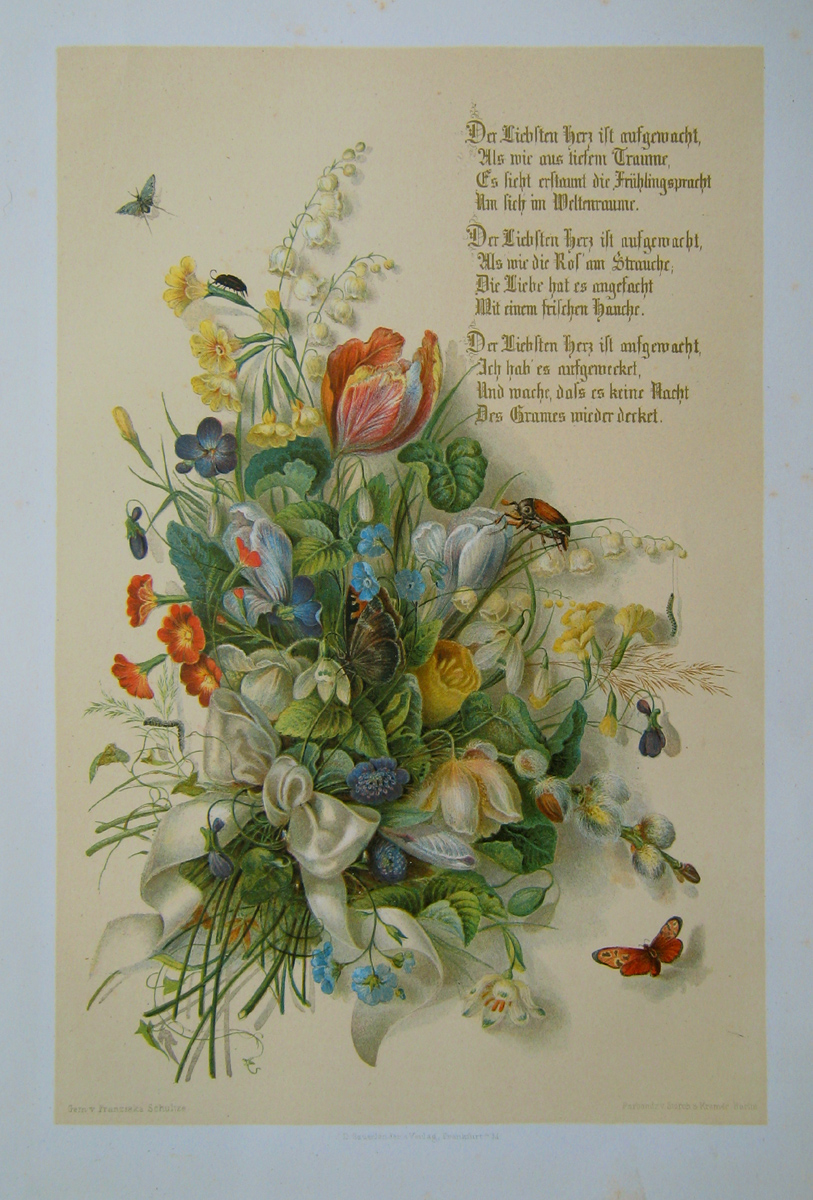
Illustration pour les Liebesfrühling.
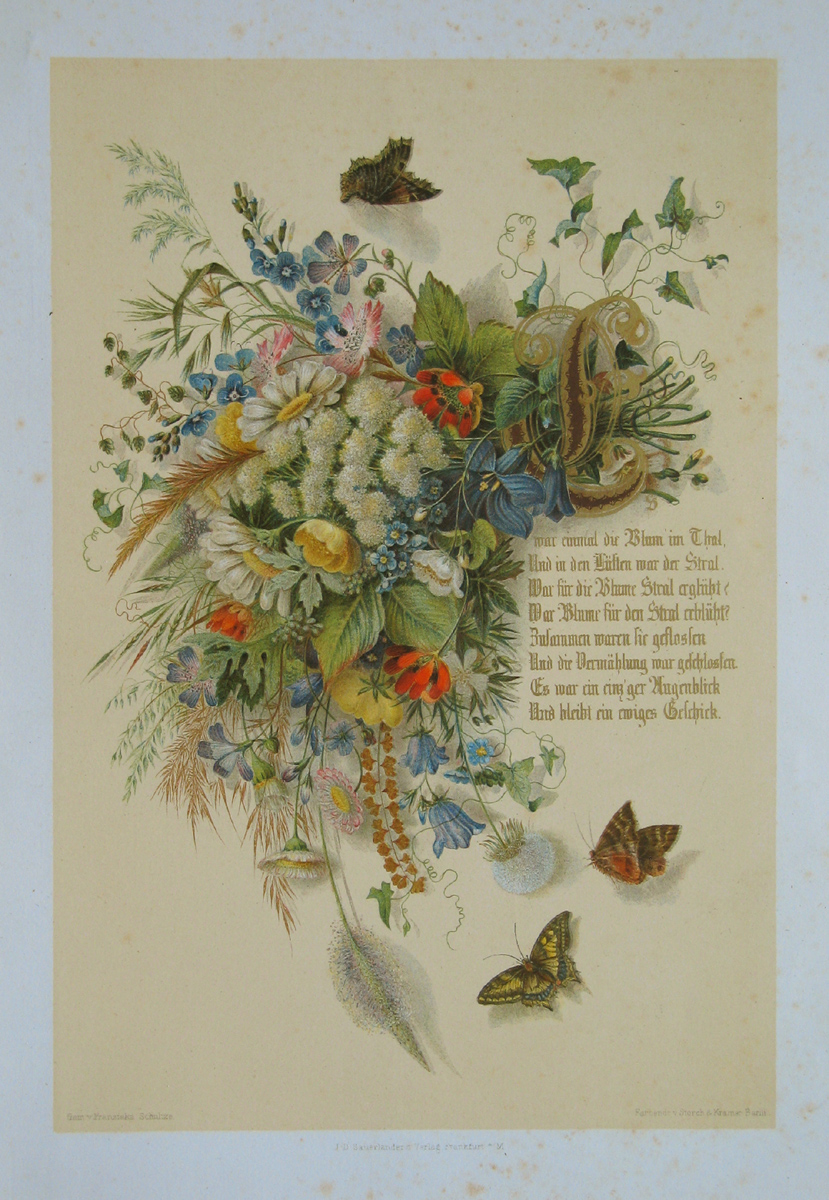
Illustration pour les Liebesfrühling.
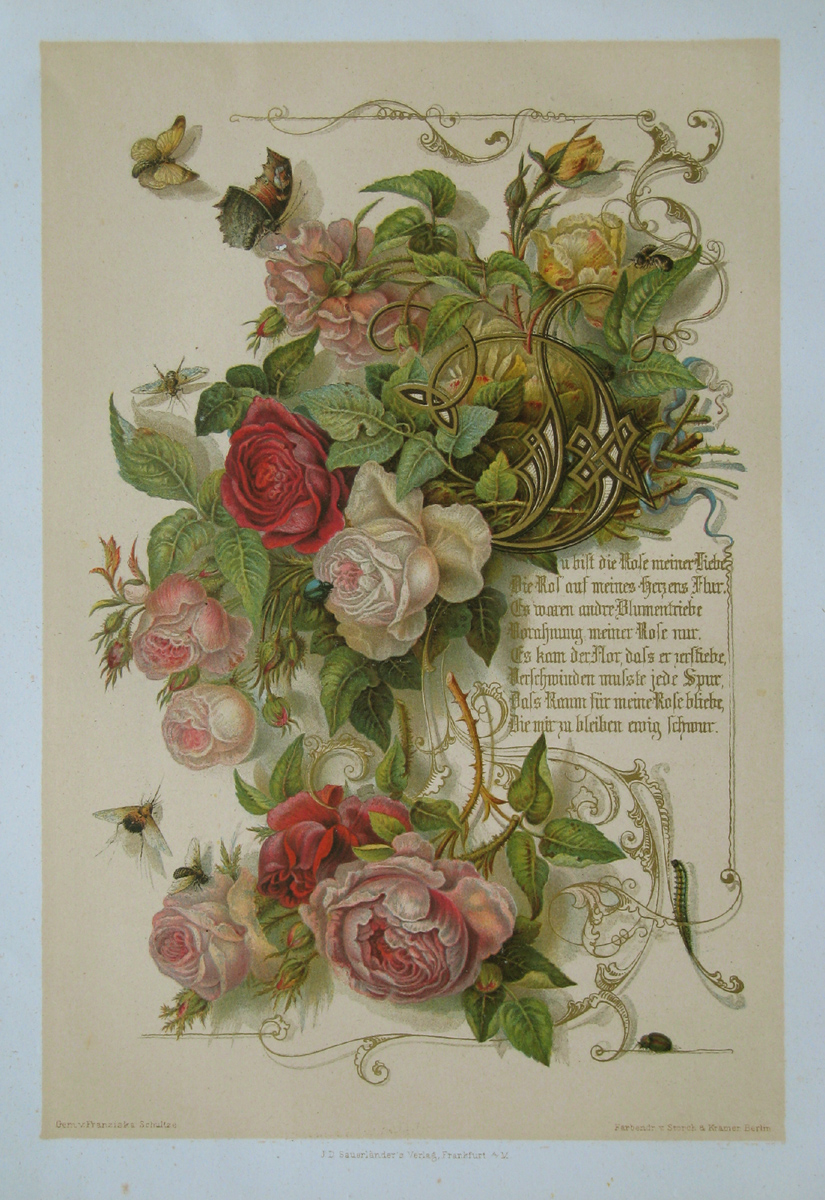
Illustration pour les Liebesfrühling.

## Œuvres (sélection)
- In: Friedrich Rückert's Liebesfrühling. – Frankfurt a. M : Sauerländer, zw. 1861 u. 1874. Digitalisierte Ausgabe der Bibliothèque universitaire et d'État de Düsseldorf